# Tristan Petitgirard
Pour les articles homonymes, voir Petitgirard.
Œuvres principales
Révélation
Rupture à domicile
Des plans sur la comète
Tristan Petitgirard, né en 1976, est un acteur, dramaturge, scénariste et metteur en scène français.

## Biographie
Tristan Petitgirard, fils du compositeur Laurent Petitgirard et de la metteuse en scène Dorothée Nonn, se forme au métier d'acteur au Method's Studio à Londres au Cours Florent ainsi qu'auprès de  Jean-Laurent Cochet,.
Il commence sa carrière d'acteur au théâtre sous la direction de Raymond Acquaviva (Hommage À Yvonne Printemps), Claude Confortès (Le Vieux et le perroquet), Patrice Kerbrat (Elvire d'Henri Bernstein)...
Le comédien devient dramaturge en 2004 avec sa première pièce Révélation puis devient metteur en scène à partir de 2006 avec Castings de Delphine de Turckheim, L'Illusionniste de Sacha Guitry , également un opéra Les Amants de Séville avec des artistes autistes et le spectacle de danse Drôles de mecs, dont la troupe est sélectionnée à La France a un incroyable talent.
Également acteur à la télévision, il crée et scénarise en 2014 la série policière Origines avec Micky Sébastian et Julien Baumgartner sur France 3 qui connait deux saisons,.
En 2015, il met en scène sa deuxième pièce comme auteur Rupture à domicile avec Olivier Sitruk, Hélène Seuzaret et Benoit Solès qui lui vaut une nomination au Molière de l'auteur francophone vivant. La pièce remporte un grand succès public et critique. Elle est ensuite adaptée dans de nombreux pays à l'étranger. Il met en scène notamment en 2018 Signé Dumas de Cyril Gély et Éric Rouquette avec Davy Sardou.
Tristan Petitgirard obtient le Molière du metteur en scène d'un spectacle de théâtre privé en 2019 pour La Machine de Turing, de et avec Benoit Solès sur la vie du mathématicien britannique Alan Turing. La pièce remporte aussi le Molière du meilleur auteur francophone vivant, le Molière du meilleur comédien dans un spectacle de théâtre privé et le Molière du Théâtre privé,
Tristan Petitgirard est aussi actif dans le doublage.

## Théâtre

### Comédien
- 1996 : Hommage à Yvonne Printemps, mise en scène Raymond Acquaviva, théâtre Marigny
- 1996 : Le Médecin malgré lui de Molière, mise en scène Bernard Bastaraud
- 1996 : Les Justes d'Albert Camus, mis une scène de Yannick Bélissard avec Anne Suarez
- 1997 : Lorenzaccio ou la liberté d’Hélène de B. M. Flourez, mise en scène Dorothée Nonn
- 1999 : Le Vieux et le Perroquet de Gérard Gelas, mise en scène Claude Confortès, théâtre Tristan-Bernard
- 2002 : Elvire d'Henri Bernstein, mise en scène Patrice Kerbrat, théâtre Marigny
- 2002 : Le Mensonge de Nathalie Sarraute, mise en scène Alexandre Arnaud, théâtre 13
- 2003 : Hypothèque de Daniel Besse, mise en scène Patrice Kerbrat, théâtre de l'Œuvre
- 2004: Révélation de Tristan Petitgirard mise en scène Marc Quentin, Sudden Théâtre
- 2007 : Noces de sable de Didier van Cauwelaert, mise en scène Julien Delbès, théâtre du Petit Gymnase
- 2010 : L'Illusionniste de Sacha Guitry, mise en scène de Tristan Petitgirard, théâtre Le Ranelagh
- 2011 : Nina de José Ramón Fernándes, mise en scène Nassima Benchicou, théâtre Les Déchargeurs
- 2015-2018 : Rupture à domicile de et mise en scène Tristan Petitgirard, Comédie Bastille
- 2018 : Le Plaisir de rompre de Jules Renard, mise en scène Edgar Givry, festival Off d'Avignon

### Auteur
- 2004 : Révélation, mise en scène Marc Quentin, Sudden Théâtre
- 2004 : Le Carnaval des animaux, texte écrit sur la musique de Camille Saint-Saëns

### Auteur et mise en scène
- 2015- 2017 : Rupture à domicile, Comédie Bastille, Le Splendid
- 2019-2022 : Des plans sur la comète, festival Off d'Avignon, tournée

### Mise en scène
- 2006 : Castings de Delphine de Turckheim, Comédie-Caumartin
- 2007-2008 : Les Homos préfèrent les blondes, de Franck Le Hen et Eleni Laiou, théâtre Le Temple
- 2008 : Drôles de mecs, spectacle de danse, Théâtre Le Temple
- 2008-2009 : Perrault, ça cartoon de Stéphane Roux, d'après Charles Perrault, co-mise en scène avec Stéphane Roux, Festival d'Avignon Off, Espace La Comedia, Café de la Gare, théâtre du Point-Virgule
- 2010 : L'Illusionniste de Sacha Guitry, théâtre Le Ranelagh
- 2010 : La Biscotte 2 de Antoine Beauville, théâtre Le Temple
- 2010 : Stéphane Boucher se vide la tête de Stéphane Boucher, Comédie de Paris
- 2010 : C'est d'enfer de Agnès Doolaeghe et Bernard Mithieux, théâtre Les Déchargeurs
- 2010 : Carton rouge pour papa de Gérard Ejnes, théâtre Le Méry
- 2010 : Les 4 saisons de l'amour par les solistes français d'après Vivaldi, de Paul Rouger, Bataclan, Grand Rex
- 2011-2012 : Dis-moi, oui! de Déborah Helpert, Festival off d'Avignon, théâtre Essaïon
- 2011 : Dîner en ville de Déborah Helpert, Le Brady
- 2012 : Les Amants de Séville, opéra-comique de Gilles Roland-Manuel, musique de Mozart, Georges Bizet, Gioachino Rossini, théâtre Silvia-Monfort
- 2016 : Le Sacrifice du cheval de Michaël Cohen, festival d'Avignon off
- 2018-2022 : Signé Dumas de Cyril Gély et Éric Rouquette, Théâtre Actuel (Festival Off d'Avignon), théâtre La Bruyère, théâtre du Lucernaire, tournée
- 2018-2022 : La Machine de Turing de Benoit Solès, Festival off d'Avignon, Théâtre Michel, théâtre du Palais-Royal, tournée
- 2021-2022 : La Femme qui ne vieillissait pas de Grégoire Delacourt  adapté et interprété par Françoise Cadol, Festival off d'Avignon, tournée
- 2021-2022 : La Maison du Loup de Benoit Solès, théâtre du Chêne noir, festival off Avignon, tournée, puis théâtre Rive Gauche

## Filmographie

### Cinéma
- 2000 : Le roi danse de Gérard Corbiau : ?
- 2001 : The magic box d'Olivier Cohen : ? (court-métrage)
- 2002 : J'aime quand tu danses de Unglee : ? (court-métrage)
- 2007 : 99 Francs de Jan Kounen : ?
- 2012 : Valse favorite de Deborah Helpert : ?
- 2015 : êMe de Deborah Levi : ? (court-métrage[12])

### Télévision
- 2002 : La Vie devant nous, série : Christopher
- 2004 : Désirs et sexualités de Nils Tavernier, documentaire[13] : ?
- 2005 : Joséphine, ange gardien, saison 9, épisode Le Secret de Julien : Thomas
- 2007 : Les Bleus : Premiers pas dans la police : ? (saison 1, épisode 11 : Infiltration)
- 2010 : Mes chères études d'Emmanuelle Bercot, téléfilm : ?

### Scénariste
- 2014-2016 : Origines, série
- 2014-2015 : Pep's
- 2016 : Cherif, épisode À la folie

## Doublage
Sources : RS Doublage, Doublage Séries Database et Planète Jeunesse

### Cinéma

#### Films
- Kevin Knapman dans :
  - Goal! : Naissance d'un prodige (2005) : Jamie Drew
  - Goal 2 : La Consécration (2007) : Jamie Drew

- Daniel Brühl dans :
  - La Vengeance dans la peau (2007) : Martin Kreutz
  - Eva (2011) : Alex Garel

- 2003 : House of the Dead : Matt (Steve Byers)
- 2004 : Rochester, le dernier des libertins : Billy Downs (Rupert Friend)
- 2004 : Cellular : Chad (Eric Christian Olsen)
- 2004 : Tout ou rien : Carbo (Jamie Robertson)
- 2005 : Alone in the Dark : Cabbie (Brendan Fletcher)
- 2005 : Serenity : L'Ultime Rébellion : Anchor (Terrell Tilford)
- 2007 : À vif : Cash (Blaze Foster)
- 2007 : American Pie Présente : Campus en folie : Erik Stifler (John White)
- 2008 : Spartatouille : le sosie de Ryan Seacrest (Nate Haden)
- 2008 : Tonnerre sous les tropiques : Byong, membre du gang Dragon Flamboyant (Reggie Lee)
- 2008 : Cloverfield : Jason Hawkins (Mike Vogel)
- 2009 : Hanté par ses ex : Jeff (Paul Cassell)
- 2009 : In the Air : Kevin (Chris Lowell)
- 2009 : Victoria : Les Jeunes Années d'une reine : le prince Ernest II (Michiel Huisman)
- 2009 : Blindés : Jimmy Hackett (Andre Jamal Kinney)
- 2009 : Les Copains dans l'espace : Slats Bentley (Lochlyn Munro)
- 2010 : Tucker et Dale fightent le mal : Mitch (Adam Beauchesne)
- 2010 : StreetDance 3D : Tomas (Richard Winsor)
- 2011 : Brighton Rock : Crab (Steven Robertson)
- 2013 : Le Vieux qui ne voulait pas fêter son anniversaire : le père d'Allan (Ola Björkman)
- 2013 : Train de nuit pour Lisbonne : Jorge O'Kelly jeune (August Diehl)
- 2014 : Dear White People : Mitch (Keith Myers)
- 2015 : Demolition : Steven (Ben Cole)
- 2015 : Pixels : White House Junior Aide Jared (Jared Sandler)
- 2016 : Traque à Boston : l'officier Joey Reynolds (Curtis J. Bellafiore)
- 2016 : Chasse à l'homme 2 : Landon (Jamie Timony)
- 2017 : The Greatest Showman : James Gordon Bennett (Paul Sparks)

#### Films d'animation
- 2007 : Shrek le troisième : voix additionnelles
- 2007 : Bee Movie : Drôle d'abeille : Klauss Vanderhayden et Andy
- 2013 : Le Vent se lève : voix additionnelles

### Télévision

#### Téléfilms
- Ned Vaughn (en) dans :
  - Walker, Texas Ranger : La Machination (2005) : Garrett Evans
  - Mon père, ce rockeur (2011) : Carver

- 2009 : Coup de foudre pour mon boss : Jens Hellmann (Andreas Günther)
- 2011 : Bollywood dans les Alpes : Alois (Daniel Keberle)
- 2012 : Une danse pour Noël : Rob (Benji Schwimmer)
- 2016 : Diagnostic : Délicieux : Eric (Kasey Mahaffy)
- 2016 : Désespérément romantique : Eddie (Andy Wagner)

#### Séries télévisées
- Ned Vaughn (en) dans (13 séries) :
  - Commander in Chief (2005-2006) : le reporter Charlie (7 épisodes)
  - Shark (2006) : Sam Bemis (saison 1, épisode 7)
  - The Unit : Commando d'élite (2007) : l'ambassadeur Henry Trotter (saison 2, épisode 15)
  - Cane (2007) : Michael Bronson (8 épisodes)
  - NCIS : Enquêtes spéciales (2008) : le capitaine Dean Pullman (saison 5, épisode 12)
  - Brothers and Sisters (2008) : Michael Gradstein (saison 3, épisode 5)
  - Boston Justice (2008) : Joel Beavis (saison 5, épisode 7)
  - Mad Men (2009) : Ed Lawrence (saison 3, épisode 8)
  - Desperate Housewives (2009) : Terrence Henderson (saison 6, épisode 8)
  - Bones (2009) : le colonel Dan Pelant (saison 5, épisode 22)
  - Mentalist (2010) : Reid Colman (saison 3, épisode 1)
  - NCIS : Los Angeles (2011) : le commandant de la NAVY Rearden (saison 2, épisode 12)
  - Hawaii 5-0 (2014) : Jonathan Redmond (saison 5, épisode 1)

- Matt Lanter dans :
  - Point Pleasant, entre le bien et le mal (2005) : Nick (3 épisodes)
  - Heroes (2006) : Brody Mitchum (5 épisodes)
  - Grey's Anatomy (2007) : Adam Singer (saison 4, épisode 4)

- Adam Rodness dans :
  - Hemlock Grove (2014-2015) : Trevor (7 épisodes)
  - Les Enquêtes de Murdoch (2016) : Robert Roth (saison 10, épisode 7)
  - Taken (2017) : Bob Landers (saison 1, épisode 9)

- Rafael Cebrián dans :
  - Borgia (2013-2014) : Rodrigo Borgia « El Pequeño » Lanzol (12 épisodes)
  - Mallorca (2019) : Esteban/Davide Domènech (saison 1, épisode 2)

- Bryce Pinkham (en) dans :
  - Proven Innocent (2019) : Connie Mayfeld (5 épisodes)
  - Blacklist (2020) : Newton Purcell (saison 7, épisode 13)

- 2004 : Dragnet : Thomas Lee (Art Chudabala) (saison 2, épisode 10)
- 2004-2005 : Hex : La Malédiction : Felix (Stephen Wight) (saison 1, épisode 2 et saison 2, épisode 1)
- 2005 : The L Word : Eric Sonnenberg (David Richmond-Peck) (saison 2, épisodes 8 et 9)
- 2005-2006 : Le Destin de Lisa : Jorgos « Yoann » Xanthippos (Ben Braun)
- 2005-2006 : Missing : Disparus sans laisser de trace : Colin McNeil (Aaron Ashmore) (12 épisodes)
- 2006 : Blade : Zack Starr (David Kopp) (3 épisodes)
- 2006 : Fallen : Nathaniel (Diego Klattenhoff) (mini-série)
- 2006 : Ancient Rome: The Rise and Fall of an Empire : Yaakov (Tom Espiner) (mini-série)
- 2006 / 2008 : Les Experts : Miami : Craig Edwards (Erik Eidem) (saison 5, épisode 11) et Seth McAdams (Chad Donella) (saison 6, épisode 16)
- 2007-2008 : Les Tudors : George Boleyn (Pádraic Delaney) (16 épisodes)
- 2007-2008 / 2016 : New York, unité spéciale : Dr Parnell (Deep Katdare) (5 épisodes) et Ellis Griffin (Corey Cott) (saison 18, épisode 5)
- 2007 / 2016 : NCIS : Enquêtes spéciales : le lieutenant Joseph Marsden (Robin Dunne) (saison 5, épisode 3) et l'officier Cody (Andy Wagner) (saison 14, épisode 3)
- 2008 : Les Experts : Manhattan : Tanor Sommerset (Jake Muxworthy) (saison 5, épisode 7)
- 2008-2013 : Degrassi : La Nouvelle Génération : M. Bince (Doug Morency) (15 épisodes) et Owen Milligan (Daniel Kelly) (111 épisodes)
- 2008-2013 : Amour, Gloire et Beauté : Marcus Walton Forrester (Texas Battle) (337 épisodes)
- 2009 : Forgotten : Daniel Harris (Caleb Lane)
- 2009 : Cold Case : Affaires classées : Darren Malloy (Clayne Crawford) (saison 6, épisode 16)
- 2012 : Game of Thrones : Matthos Seaworth (Kerr Logan) (4 épisodes)
- 2013 : The Listener : Harlan Abbott (Kawa Ada) (saison 4, épisode 5)
- 2014 : 1864 - Amour et trahisons en temps de guerre : Juul Jr. (Anders Heinrichsen) (mini-série)
- 2014 : Revenge : Javier Salgado (Henri Esteve) (7 épisodes)
- 2014 : Dominion : Ethan Mack (Jonathan Howard) (7 épisodes)
- 2015 : The Musketeers : Edmond (Barney White) (saison 2, épisode 5)
- 2015 : Person of Interest : Dr Shane Edwards (Patrick Kennedy) (saison 4, épisode 17)
- 2015-2019 : Crazy Ex-Girlfriend : le Père Joseph (Rene Gube) (15 épisodes)
- 2016 : The Strain : Kroft (Aaron Lazar (en)) (3 épisodes)
- 2016 : The Five : Mickey (Michael Peavoy) (mini-série)
- 2016 : Speechless : Tom (Jon Dore) (saison 1, épisode 2)
- 2016-2017 : I Love Dick : Geoff (Adhir Kalyan) (6 épisodes)
- 2016-2017 : The Path : Johnny Lane (Alex Kramer) (4 épisodes)
- 2016-2018 : Luke Cage : Alex Wesley (John Clarence Stewart) (13 épisodes)
- 2016-2018 : The Middle : Sean Donahue (Beau Wirick) (2e voix, saisons 8 et 9)
- 2017 : The Long Road Home : le sergent Ben Hayhurst (Patrick Schwarzenegger) (mini-série)
- 2017 : The Deuce : Eric (Kristopher Kling) (saison 1, épisode 2) et Arthur Laurent (Sean Meehan) (saison 1, épisodes 4 et 5)
- 2017 : Les Enquêtes de Morse : Ken Wilding (Michael C. Fox) (saison 4, épisode 2)
- 2017-2021 : Dear White People : le président Fletcher (John Rubinstein) (5 épisodes)
- 2018 : Harry Bosch : l'inspecteur Doug Rooker (David Hoflin) (6 épisodes)
- 2019-2020 : Toi, moi et elle : Will (Adam Beauchesne) (15 épisodes)
- 2022 : Blockbuster (en) : ? (?)
- 2023 : La Vie mensongère des adultes : ? (?) (mini-série, épisode 6)

#### Séries d'animation
- 2005 : Teen Titans : Les Jeunes Titans : Hotspot (saison 5, épisode 3)
- 2006-2008 : Manon : Doudou et Grignote
- 2007 : Les Décalés du cosmos : Gus (2e voix, saison 3)
- 2015-2017 : Harvey Beaks : Bartleburt

## Distinctions

### Récompenses
- Prix Nouvel Auteur 2013 de La Fondation Bajen pour Rupture à domicile
- Molières 2019 : Molière du metteur en scène d'un spectacle de théâtre privé pour La Machine de Turing

### Nomination
- Molières 2015 : Molière de l'auteur francophone vivant pour Rupture

## Publications
- Rupture à domicile, Tertium éditions, collection Théâtre en poche, 2017
- Des plans sur la comète, L'Avant-Scène théâtre, Collection les quatre-vents 2020